# Wilhelm Westermann (Textilunternehmer)
Wilhelm Westermann (* 1926 in Fedderwarden; † 16. September 2012 in Lüneburg) war ein deutscher Unternehmer und Mäzen. Er war Hauptgesellschafter der Roy Robson GmbH & Co. KG in Lüneburg, langjähriger Präsident des Arbeitgeberverbands für den Regierungsbezirk Lüneburg und Vizepräsident der Industrie- und Handelskammer Lüneburg-Wolfsburg. Westermann war maßgeblich an der Förderung der Universität Lüneburg beteiligt und wurde 1990 zu ihrem ersten Ehrensenator ernannt.

## Leben und beruflicher Werdegang
Wilhelm Westermann wurde 1926 in Fedderwarden bei Wilhelmshaven geboren. 1943 wurde er Soldat, erlitt im Zweiten Weltkrieg zwei schwere Verwundungen und geriet in Kriegsgefangenschaft. Nach dem Krieg absolvierte er eine kaufmännische Ausbildung und war zunächst in der Textilindustrie in Mönchengladbach tätig.
1970 übernahm er die Herrenkleiderwerke Bruno Kirches in Lüneburg und Dannenberg und entwickelte sie unter dem späteren Markennamen Roy Robson zu einem international tätigen Unternehmen der Herrenmode. Unter seiner Leitung wurde Roy Robson zu einem der bedeutendsten Arbeitgeber in der Region Nordostniedersachsen.
Von 1990 bis 1993 engagierte sich Westermann außerdem als Aufsichtsratsvorsitzender der BECON Holding AG und der BECON Classic GmbH im Rahmen der Treuhandanstalt für den Erhalt von Arbeitsplätzen in den neuen Bundesländern.

## Engagement in Wirtschaft und Gesellschaft
Wilhelm Westermann war von 1981 bis 1990 Präsident des Arbeitgeberverbands für den Regierungsbezirk Lüneburg, dessen Ehrenpräsident er später wurde. Er gehörte von 1979 bis 1995 der Vollversammlung der Industrie- und Handelskammer Lüneburg-Wolfsburg an, von 1987 bis 1995 als Vizepräsident. Bereits zuvor war er im Präsidium der IHK Mönchengladbach tätig.

## Verdienste um die Universität Lüneburg
1987 gründete Westermann gemeinsam mit anderen Persönlichkeiten aus Wirtschaft, Politik und Kultur die Universitätsgesellschaft Lüneburg e.V., deren Vorsitz er bis 1990 innehatte. Ziel des Vereins war es, die damals noch junge Universität ideell und materiell zu fördern. Westermann war dabei Motor und Vermittler zwischen Hochschule und regionaler Wirtschaft.
Zu den herausragenden Leistungen gehörte unter anderem das Sammeln einer Spende von 50.000 DM zur Aufstockung der Bibliotheksbestände. Auch Austauschprogramme, Auslandspraktika, Preisverleihungen und Gästeunterkünfte wurden durch die Gesellschaft ermöglicht.
Seit 1996 vergibt die Universitätsgesellschaft den Ehrensenator-Westermann-Preis an hervorragende wissenschaftliche Arbeiten mit besonderer Praxisrelevanz, der auf eine Stiftungsspende von Westermann zurückgeht.

## Ehrungen
- 1990: Verleihung der Würde eines Ehrensenators der Universität Lüneburg[3]
- 1990: Verdienstkreuz 1. Klasse des Niedersächsischen Verdienstordens
- 1995: Großes Verdienstkreuz des Niedersächsischen Verdienstordens